# Метаплазия
Метаплазия (от др.-греч. μετα- — приставка, обозначающая изменение и πλάσις — «образование, формирование») — стойкое замещение дифференцированных клеток одного типа дифференцированными клетками другого типа при сохранении основной видовой принадлежности ткани. Основной причиной метаплазии, в отличие от гетероплазии, являются патологические стимулы (изменения окружающей среды, воспаление и инфекционные заболевания, эндокринные нарушения и т. д.). При прекращении воздействия патологических факторов, ткань возвращает свою нормальную морфологическую структуру.

## Причины
При появлении физиологических или патологических стрессовых факторов, клетки могут реагировать несколькими способами. Одним из вариантов адаптации является метаплазия — доброкачественное изменение тканевой структуры в ответ на хроническое физическое или химическое раздражение. Например, курение вызывает замещение мерцательного эпителия дыхательных путей многослойным плоским эпителием. Плоскоклеточная метаплазия может развиваться в мочевом пузыре (причина — цистит, конкременты мочевого пузыря), в шейке матки (причина — гормональная стимуляция, изменение pH влагалищной среды, инфекции) и т. д.

## Патогенез
Различают прямую метаплазию, при которой замещение ткани происходит путём изменения её структурных элементов (фиброцитов в остеоциты и т. п.), и непрямую, при которой формирование новой ткани осуществляется путём деления недифференцированных клеток с их последующей дифференцировкой. Непрямая метаплазия чаще наблюдается при регенеративном процессе.

## Метаплазия у животных
Различают прозопластическую и анапластическую метаплазию. Первая является перестройкой клеток с образованием новой ткани с более высоким уровнем дифференциации и специализации по сравнению с исходной тканью. Путём данной метаплазии развиваются гиперплазия железистого эпителия из эпителия выводных протоков желёз, гиперплазия костной и хрящевой тканей из соединительной, неороговевающего плоского эпителия в цилиндрический в желудке и кишечнике и т.д. Анапластическая метаплазия-это перестройка клеток с образованием новой ткани с менее высоким уровнем дифференциации и специализации.